# Robinet

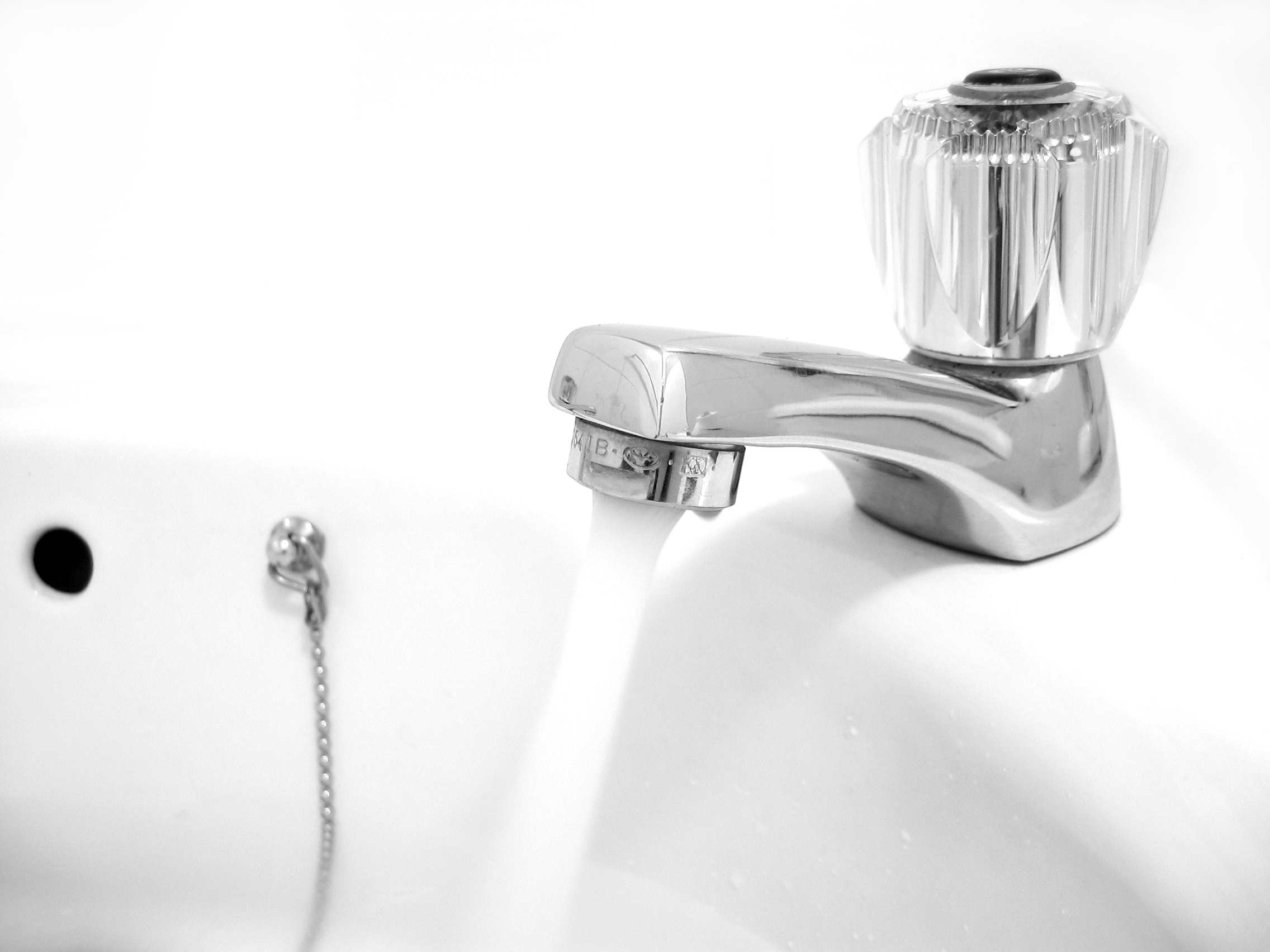
Un robinet deschis, din care curge apă

Robinetul este un dispozitiv ce se montează la o conductă și care întrerupe, restabilește sau reglează circulația unui lichid sau gaz prin acea conductă. Se poate monta între două conducte sau la capătul tubului de scurgere al unui recipient, în scopul întreruperii sau al restabilirii circulației unui lichid sau gaz în ambele sensuri ori pentru a regla sau a schimba debitul acestuia.